# Stenopogon williamsi
Stenopogon williamsi là một loài ruồi trong họ Asilidae. Stenopogon williamsi được Wilcox miêu tả năm 1971. Loài này phân bố ở vùng Tân Bắc giới.